# 新建乡 (华容县)
新建乡，中华人民共和国湖南省岳阳市华容县下属的一个镇，位于华容县西部。藕池河经过辖区。

## 建制沿革
- 1956年，设西来乡；
- 1958年，属东风公社（后改操军公社）；
- 1961年，改属梅田公社；
- 1972年，析置新建公社；
- 1983年，改置新建乡。

## 行政区划
新建乡下辖1个工矿区、13个行政村、2个场。
- 新建新民工矿区
- 河口村、团城寺村、北垸湖村、迎祥垸村、申家河村、合兴村、曙辉村、新当村、胜利村、先进村、西来村、保合村、易家嘴村
- 水产场、林桔场、沙河水库